# Trachelas punctatus
Trachelas punctatus is een spinnensoort uit de familie van de Trachelidae.
De wetenschappelijke naam van de soort werd in 1886 gepubliceerd door Eugène Simon.